# El sexo débil
El sexo débil es una telenovela mexicana, producida por Argos Comunicación y Sony Pictures Television para Cadenatres, original de Joaquín Guerrero Casasola. Protagonizada por Itatí Cantoral y Raúl Méndez, es coprotagonizada por Mauricio Ochmann, Khotan Fernández, Arturo Ríos y Pablo Cruz Guerrero. La producción corre a cargo de Epigmenio Ibarra y Carlos Payán.

## Sinopsis
Los hombres siempre han pensado que el machismo es sinónimo de respeto, liderazgo y valentía; que el ser macho es provocado por sentimientos que un hombre no debe revelar, o al menos, lo exige la sociedad. Eso ocurre con los Camacho, una familia de hombres dedicados a la medicina cuya característica principal es el ser machistas. Eso causa que, un día, cada una de las mujeres de los Camacho abandonen a sus parejas: Álvaro el hijo mayor, es abandonado por tener celos de su esposa al ser ella más exitosa en lo profesional; a Julián lo abandona su prometida por haberle sido infiel varias veces; a Dante lo deja su novia actual por un sueco que conoció en París; y a Agustín, el patriarca, lo deja su esposa por no escucharla durante tres décadas de casados. Bruno el único de los Camacho que queda con una relación estable, es homosexual.
Tras este acontecimiento, los Camacho tendrán que enfrentar sus miedos solos, coincidiendo con la llegada de Helena, una mujer que abandonó a su prometido el día de su boda y que cambiará la vida a todos los hombres de esta familia.

## Reparto
- Itatí Cantoral como Helena Román, andróloga.
- Raúl Méndez como Dante Camacho, psiquiatra.[1]
- Mauricio Ochmann como Julián Camacho, cirujano plástico.
- Luciana Silveyra como Tamara, esposa de Álvaro.
- Khotan Fernández como Álvaro Camacho, ginecólogo.
- Arturo Ríos como Agustín Camacho, cardiólogo.[2]
- Adriana Parra como Silvia Bermúdez, esposa de Agustín, madre de Álvaro, Julián y Bruno, madrastra de Dante.
- Pablo Cruz Guerrero como Bruno Camacho, neurólogo, homosexual y dueño de un albergue.
- Marco Treviño como Máximo de la Croix (fantasma de Las Aparicio, aparece solo con Agustín).
- Martina García como María, salvada por Bruno de una red de prostitución.
- Rodrigo Oviedo como Pedro, pareja de Bruno.
- Bianca Calderón como Aída, amante de Agustín.
- Adrián Alonso como Víctor Camacho, hijo de Álvaro y Tamara.
- Julia Urbini como Tania Camacho, hija de Álvaro y Tamara.
- Leticia Fabián como Luisa, ex-prometida de Julián.
- Augusto Di Paolo como Benjamín, paciente y amigo de Julián.
- Karina Gidi como Camila, psicóloga de Dante.
- Cecilia Suárez como Alexandra, media hermana de Dante e hija de Pilar.
- Juan de Dios Ortiz como Gerardo Ramos, policía corrupto que enamora a Helena.
- Cristhian Alvarado como Pancho, adolescente salvado por Pedro y Bruno.
- Johanna Murillo como Lucía, técnica en laboratorio de la clínica y novia de Julián.
- Luis Rábago como Alfredo Domínguez.

## Producción
- Original de Joaquín Guerrero Casasola
- Adaptación: Joaquín Guerrero Casasola, Laura Sosa, Humberto Robles, Verónica Bellver, Luis Miguel Martínez, Ignacio Cabana y Pedro José Fernández
- Dirección: Moisés Ortiz Urquidi

## Crossover
El personaje de Máximo de la Croix, que estuviera en Las Aparicio, historia anterior a El sexo débil, aparece en esta historia por parte del personaje de Agustín Camacho. Esto ocurre debido a que, según la historia, los consultorios de los Camacho ocupan la que anteriormente fuera la mansión en donde vivía la familia formada únicamente por mujeres viudas. Guerrero Casasola introdujo el personaje creado por Leticia López Margalli y Verónica Bellver (creadoras de Las Aparicio) debido al éxito de esta teleserie.

## Premios

### Premios Festival y Mercado de TV-Ficción Internacional[3]
- Mejor telenovela
- Mejor autor/autora: Joaquín Guerrero Casasola
- Mejor actriz de reparto: Adriana Parra
- Mejor actriz protagónica: Itatí Cantoral

### TV Adicto Golden Awards
| Año  | Categoría                                     | Nominados      | Resultado |
| ---- | --------------------------------------------- | -------------- | --------- |
| 2012 | Premio Especial a la Superación en una Actriz | Itatí Cantoral | Ganador   |
| 2012 | Mejor Lanzamiento Estelar Masculino           | Raúl Méndez    | Ganador   |